# 杜爱玉
杜爱玉（1971年2月—），女，汉族，安徽黄山人，1993年7月加入中国共产党，中华人民共和国政治人物。

## 生平
1989年9月进入安徽农学院（现安徽农业大学）食品卫生检验专业学习，1993年7月毕业留校工作。历任安徽农业大学畜牧水产学院辅导员，安徽农业大学畜牧水产学院团总支副书记（副科级），安徽农业大学畜牧水产学院团总支书记（正科级），安徽农业大学畜牧水产学院团总支书记、学生党支部书记，安徽农业大学畜牧水产学院党总支秘书，安徽农业大学动物科技学院党总支秘书。期间于1997年9月至2000年9月攻读安徽农业大学农业经济管理专业硕士学位。
2004年12月调任亳州市教育局副局长，2005年2月任亳州市教育局副局长、党组成员，2008年4月任亳州市教育局副局长、党组书记。2010年3月，任亳州市委宣传部常务副部长。其间于2009年7月参加安徽师范大学政法学院思想政治教育专业博士研究生学习。2011年9月任亳州市委常委、宣传部常务副部长。2016年7月调任安徽广播电视大学党委委员、副校长，2020年3月调任安徽省供销合作社联合社党组成员、理事会副主任。
2023年11月，任安徽开放大学党委书记、校长。